# 8-й Далматинский корпус (НОАЮ)
8-й Далматинский ударный корпус НОАЮ (сербохорв. Osmi dalmatinski udarni korpus NOVJ / Осми далматински ударни корпус НОВЈ) — соединение Народно-освободительной армии Югославии, участвовавшее в Народно-освободительной войне и сражавшееся на территории Хорватии, а также Боснии и Герцеговины.

## Краткая история
Сформирован 7 октября 1943 из 9-й, 12-й, 20-й и 26-й дивизий НОАЮ, а также 12 партизанских отрядов: Центрально-Далматинского, Книнского, Динарского, Мосецко-Свилайского, Сегетско-Маринского, Имотского, Макарского, Носорского, Неретванского, Грахово-Пеульского, Гламоцкого и Ливаньского. Изначально насчитывал 13049 человек. 24 октября 1943 штабу корпуса распоряжением Верховного штаба НОАЮ временно подчинили и военно-морские силы партизан.
Корпус участвовал в отражении немецких наступательных действий в ходе операций «Цитен», «Ход конём», боях за Книн и Мостар, освобождении Далмации, Герцеговины, Западной Боснии, Истрии, Лики, района залива Кварнер, Словенского Прекмурья и Триеста. 10 декабря 1944 в благодарность за освобождение Книна был удостоен личной благодарности Иосипа Броза Тито, с 25 декабря 1944 носил почётное наименование «ударного». С 1 марта 1945 в составе 4-й югославской армии наряду с 7-м и 11-м корпусами.
8-й корпус был одним из крупнейших подразделений югославской армии: его численностью удвоилась примерно за год существования. К концу ноября 1944 он насчитывал 34548 человек следующих национальностей (состав командования не учитывается):
- 25127 хорватов;
- 4806 сербов;
- 236 мусульман;
- 61 еврей;
- 4318 словенцев, черногорцев и представителей иных национальностей.

Звание Народного героя Югославии получили его командиры Владо Четкович и Петар Драпшин, а также политкомиссар Бошко Шилегович. Орденом Народного героя были награждены 1-я, 2-я и 3-я ударные бригады корпуса.

## Командование

### Командиры
- Вицко Крстулович (7 октября — 15 декабря 1943)
- Павле Илич (15 декабря 1943 — ?)
- Владо Четкович (? — 31 октября 1944)
- Петар Драпшин (31 октября 1944 — май 1945)

### Политические комиссары
- Иван Кукоч (7 октября 1943 — 25 января 1944)
- Бошко Шилегович (25 января 1943 — май 1945)

## Численность корпуса
- 8 октября 1943: 13049 человек
- 31 октября 1943: 14470 человек
- 31 декабря 1943: 17754 человека
- 31 августа 1944: 25470 человек
- 30 ноября 1944: 30050 человек
- 31 октября 1944: 35086 человек
- 28 февраля 1945: 45505 человек
- 31 марта 1945: 49058 человек
- 30 апреля 1945: 49058 человек